# Cal Pujadetes
Cal Pujadetes és una casa antiga del poble de Castellcir, en el terme municipal del mateix nom, a la comarca del Moianès. És una de les poques que no està situada en el carrer de l'Amargura, nucli primigeni de Castellcir, sinó en el carrer de darrere pel sud, a l'extrem de ponent del carrer d'Esteve Torrentó.

Cal Pujadetes, respecte del terme de Castellcir